# Okill Massey Learmonth
Okill Massey Learmonth, également orthographié O'Kill Massey Learmonth, né le 20 février 1894 à Québec au Québec et mort le 19 août 1917 à Loos en France, était un officier canadien qui servit au sein de l'Armée canadienne pendant la Première Guerre mondiale. Il est récipiendaire de la croix de Victoria, la plus haute distinction du Commonwealth.

## Biographie
Okill Massey Learmonth est né à Québec au Québec le 20 février 1894.

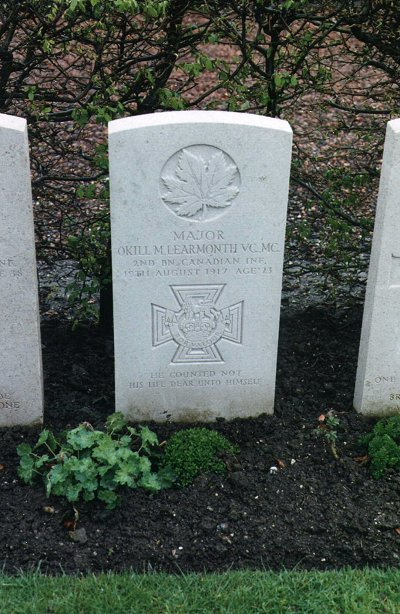
Pierre tombale d'Okill Massey Learmonth

Il est mort à la guerre à Loos en France le 18 août 1917. Il est inhumé dans le cimetière communal de Nœux-les-Mines en France.

## Croix de Victoria

Insigne distinctif du 2nd Battalion (Eastern Ontario Regiment), CEF du Corps expéditionnaire canadien

Okill Massey Learmonth a reçu la croix de Victoria, la plus haute récompense des forces du Commonwealth, pour ses actions le 18 août 1917 à Loos en France au cours de la Première Guerre mondiale. Il servait alors en tant que major intérimaire au sein du 2nd Battalion (Eastern Ontario Regiment), CEF (en) du Corps expéditionnaire canadien.

## Honneur et distinctions
La rue Learmonth a été nommée en son honneur, en 1920, dans la ville de Québec.